# Anela
Anela là một đô thị ở tỉnh Sassari trong vùng Sardegna, có khoảng cách khoảng 140 km về phía bắc của Cagliari và cách khoảng 50 km southvề phía đông của Sassari. Tại thời điểm ngày 31 tháng 12 năm 2004, đô thị này có dân số 764 người và diện tích là 37,0 km².
Anela giáp các đô thị: Bono, Bultei, Nughedu San Nicolò.